# 伊娃·门德斯
伊娃·门德斯（英語：Eva Mendes，1974年3月5日—）出生于美国，是美国著名的女演员和模特儿。她的表演都是在20世纪90年代末开始，经过一系列的次要的角色和表演微不足道的电影，最终她闯进了主流，成为在好莱坞电影中的领导角色。

## 簡歷
伊娃·门德斯出生在美国佛罗里达州的迈阿密，父母都是古巴移民。全家搬到洛杉矶后，她的父母亲离婚了。在此期间，她曾想过要当修女，当得知修女薪水太低时打消了念头。她的中学在胡佛高中度过，后来考入加利福尼亚州立大学，遇到了她的表演老师伊凡·楚贝克，中途退学后开始了她的演员生涯。2002年以来，伊娃·门德斯和她的男友电影制作人乔治·奥古斯托在一起。2010年，伊娃·门德斯被美国男士评为“99个全球男人最想得到的女人”之首。
2014年9月17日，伊娃曼德絲與曾同演電影「末路車神」男星雷恩葛斯林（Ryan Gosling）升格當爸媽，喜迎第一個女兒。之後她沒有再活躍於影視圈，專注於家庭之上。

## 電影
| 年份 | 片名                                                                   | 角色             | 备注        |
| ---- | ---------------------------------------------------------------------- | ---------------- | ----------- |
| 1998 | 《玉米田的小孩》；英文名：《Children of the Corn V: Fields of Terror》 | 吉尔             |             |
| 1998 | 《舞翻天》；英文名：《A Night at the Roxbury》                         | 伴娘             |             |
| 1998 | 《征服》；英文名：《Mortal Kombat: Conquest》                          | 汉娜             | 客串        |
| 1999 | 《他不笨它是我的心肝宝贝》；英文名：《My Brother the Pig》             | 玛蒂尔达         |             |
| 2000 | 《门徒》；英文名：《The Disciples》                                    | 玛丽亚·塞亚      |             |
| 2000 | 《下一個還是你》；英文名：《Urban Legends: Final Cut》                 | 凡妮莎·威尔顿    |             |
| 2001 | 《以毒攻毒》；英文名：《Exit Wounds》                                  | 翠西             |             |
| 2001 | 《震撼教育》；英文名：《Training Day》                                 | 莎拉·哈里斯      |             |
| 2001 | 《班哲明传奇》；英文名：《All About the Benjamins》                    | 吉娜             |             |
| 2003 | 《玩命關頭2:飆風再起》；英文名：《2 Fast 2 Furious》                   | 莫妮卡·富恩德斯  |             |
| 2003 | 《墨西哥往事》；英文名：《Once Upon a Time in Mexico》                 | 爱喆兹           |             |
| 2003 | 《限时追捕》；英文名：《Out of Time》                                  | 爱丽丝·维特洛克  |             |
| 2003 | 《贴身兄弟》；英文名：《Stuck on You》                                 | 爱皮尔           |             |
| 2005 | 《全民情聖》；英文名：《Hitch》                                        | 莎拉             |             |
| 2005 | 《温德尔·贝克的故事》；英文名：《The Wendell Baker Story》             | 多琳             |             |
| 2005 | 《有罪之心》；英文名：《Guilty Hearts》                                | 加布里埃尔       |             |
| 2006 | 《相信你的男人》；英文名：《Trust the Man》                            | 菲斯             |             |
| 2007 | 《恶灵骑士》；英文名：《Ghost Rider》                                  | 萝珊·辛普森      |             |
| 2007 | 《一夜大肚》；英文名：《Knocked Up》                                   | 她自己           | 梅尔·吉布森 |
| 2007 | 《我们拥有夜晚》；英文名：《We Own the Night》                         | 甜甜·儒亚莱斯    |             |
| 2007 | 《生活》；英文名：《Live!》                                            | 凯蒂             |             |
| 2007 | 《凶案清理员》；英文名：《Cleaner》                                    | 安·诺热科特      |             |
| 2008 | 《女人们》；英文名：《The Women》                                      | 克莉丝·朵艾伦    |             |
| 2008 | 《闪灵侠》；英文名：《The Spirit》                                     | 珊蒂·莎夫        |             |
| 2009 | 《爆裂警官》；英文名：《Bad Lieutenant: Port of Call New Orleans》     | 弗兰基           |             |
| 2010 | 《B咖战警》；英文名：《The Other Guys》                                | 希拉·古波        |             |
| 2010 | 《昨夜无眠》；英文名：《Last Night》                                   | 劳拉             |             |
| 2010 | 《南行》；英文名：《Southbound》                                       | 电视广播台协会   |             |
| 2011 | 《速度与激情5》；英文名：《Fast Five》                                 | 莫妮卡·富恩德斯  | 特別演出    |
| 2012 | 《看我会不会在乎》；英文名：《See If I Care》                          | 格雷絲           |             |
| 2012 | 《末路車神》；英文名：《The Place Beyond the Pines》                   | Romina Gutierrez |             |

## 外部連結
- 伊娃·门德斯在互联网电影资料库（IMDb）上的資料（英文）